# Pseudoglaenocorisa
Pseudoglaenocorisa is een geslacht van wantsen uit de familie van de Corixidae (Duikerwantsen). Het geslacht werd voor het eerst wetenschappelijk beschreven door Jaczewski in 1939.

## Soorten
Het genus is monotypisch en bevat alleen de volgende soort:

- Pseudoglaenocorisa linnavuorii Jansson, 1986